# Gerald Gaberscik
Gerald Gaberscik (* 29. Juli 1955 in Graz) ist ein österreichischer Techniker und Wissenschaftler. Er war Gründungsstudiengangsleiter der FH-Studiengänge Fahrzeugtechnik – Automotive Engineering und Schienenfahrzeugtechnik sowie der dazugehörigen Transferzentren an der FH Joanneum in Graz.

## Leben
Gerald Gaberscik wurde 1955 in Graz geboren und absolvierte dort die Höhere Technische Bundeslehr- und Versuchsanstalt (BULME) und maturierte 1974 in der Fachrichtung Elektrotechnik. Es folgte die Tätigkeit als Elektroniker und Messtechniker am Institut für Verbrennungskraftmaschinen der TU Graz. 1975 startete er berufsbegleitend ein Maschinenbaustudium. 1978 wurde er durch den Bundesminister für Bauten und Technik zum Ingenieur für Elektrotechnik ernannt. 1990 erfolgte die Graduierung zum Diplomingenieur für Maschinenbau und 1991, nach Ablegung des Rigorosums mit Auszeichnung, über seine Dissertation mit dem Thema Entwicklung einer elektronischen Steuerung für Ottomotoren, wurde er durch den Rektor der Technischen Universität Graz zum Doktor der technischen Wissenschaften promoviert. Von 1990 bis 1996 leitete er am Institut für Verbrennungskraftmaschinen und Thermodynamik die Arbeitsgruppe für Elektronik und zusätzlich ab 1993 das Laboratorium.
In den Jahren 1996 bis 2006 baute er als Gründungsstudiengangsleiter die FH-Studiengänge Fahrzeugtechnik – Automotive Engineering und Schienenfahrzeugtechnik (ab 1999) sowie die dazugehörigen Transferzentren am Technikum Joanneum (später FH Joanneum) auf. Auch an der Entwicklung mehrerer weiterer Fachhochschulstudiengänge, wie beispielsweise Luftfahrzeugtechnik, wirkte er maßgeblich mit. Seine Ernennung zum Professor erfolgte 1999.
2006 kehrte er zur TU Graz zurück und wurde Leiter der Stabstelle Qualitätswesen. Unter seiner Anleitung wurde das Qualitätsmanagement der TU Graz aufgebaut und 2011 als erstes universitäres Gesamt-Qualitätsmanagement-System Österreichs zertifiziert.

## Forschung
Gaberscik forschte zu den Themen Motoren- und Fahrzeugtechnik sowie Motorelektronik. Ab 2006 forschte er mit dem Schwerpunkt Qualitätsmanagement für Universitäten.

## Publikationen (Auswahl)
- Entwicklung einer elektronischen Steuerung für Ottomotoren. 1991.
- mit W. Tripolt, J. Ostermann, W. Berghofer, H. Egger: Chip-Tuning: Ein aktuelles Phänomen und seine Folgen. MTZ. Motortechnische Zeitschrift, 2002-11, Vol. 63 (11), S. 976–981.
- mit W. Tripolt, R. Gurtner: Integrierter Steuergerätetest am Motorenprüfstand. MTZ. Motortechnische Zeitschrift, 2006, Vol. 67 (7-8), S. 568–573
- Right versus freedom from striving for academic quality suitable models. QZ. Qualitat und Zuverlässigkeit, 2008-01, Vol. 53 (4), S. 38–44
- mit Harald Kainz: Wirkung und Nebenwirkung der externen Qualitätssicherung – Ein Erfahrungsbericht. In: Qualitätssicherung an Hochschulen. AQ Austria 2014, S. 105-. ISBN 978-3-7089-1119-9

## Auszeichnungen und Ehrungen
- 1991: Honda-Shell-Preis[6]
- 2007: Goldenes Ehrenzeichen des Landes Steiermark[7]
- 2014: Ernennung zum Hofrat durch den Bundesminister für Wissenschaft, Forschung und Wirtschaft
- 2018: Ehrenmitgliedschaft im Hauptverband der allgemein beeideten und gerichtlich zertifizierten Sachverständigen Österreichs Landesverband Steiermark und Kärnten